# 남구 (울산 선거구)
남구는 대한민국의 옛 국회의원 선거구이다. 또한 남구는 당시 울산광역시 남구 지역을 관할했다.

## 역사
1997년 7월, 울산시가 울산광역시로 승격되었다. 또한 제16대 국회의원 선거를 앞두고 울산시 남구의 두 선거구가 통합되면서 남구 선거구가 형성되었다.
제17대 국회의원 선거를 앞두고 남구 선거구가 갑, 을로 분구되면서 폐지되었다.

## 역대 국회의원
| 선거   | 정당 | 정당     | 의원   |
| ------ | ---- | -------- | ------ |
| 2000년 |      | 한나라당 | 최병국 |

## 역대 선거 결과

### 대한민국 제16대 국회의원 선거
|  | 52.21% |

|  | 16.76% |

|  | 14.85% |

|  | 9.99% |

|  | 6.17% |